# Jógvan Joensen
Jógvan Joensen er en færøsk sanger, der blev landskendt, da han deltog i 2015 X Factor, hvor han kom på en andenplads.
Joensen er stammer fra Fuglafjørður på øen Eysturoy.
Jógvan Joensen var mellem de 9, som blev valgt til at deltage i DR´s X Factor. Han var en af tre deltagere i gruppen over 23 år og fik Lina Rafn som rådgiver, han var da 25 år gammel. I den første udsendelse sang han "Forget Her" af Jeff Buckley. men han landet i Farezonen og skulle synge for overlevelse i programmet efter han var en af de 2 der har fået færrest stemmer fra seerne den anden var Nanni som også kom fra over 23 kategorien men han blev reddet efter at Lina valgte at sende Nanni hjem. I den næste udsendelse sang han sangen "Stay With Me" af Sam Smith. I den tredje uge sang han "Radioactive" efter Imagine Dragons, i den fjerde uge "Når tiden går baglæns af" efter Clara Sofie og Rune RK, i den femte uge "Creep" efter Radiohead. I den sjette uge var det seerne, der afgjorde, hvem der skulle gå videre til finalen. Alle deltagere skulle synge to sange, en var valgt af seerne og en af dommerne. Lina Rafn valgte sangen "Josephine" af Teitur, til Jógvan, seerne valgte sangen "Use Somebody" af Kings of Leon. I finalen kom Jógvan (25 år), Emilie Esther (15 år) og gruppen Ivarsson, Bang & Neumann.
Finalen blev holdt i Boxen i Herning, den 27. marts 2015. De tre finalisters vindersange udkom på finaledagen den 27. marts 2015. Emilie Esthers sang "Undiscovered" var skrevet af Remee og Karen Poole. Ivarsson, Bang & Neumanns sang "Story of My Life" var skrevet af Jihad Rahmouni, Cimo Fränkel og Roël Donk. Jógvans sang "Best Kept Secret" var skrevet af Jógvan, Lina Rafn, Jeppe Federspiel og Jakob Birch Sørensen. Jógvan sang "Yellow" af Coldplay og den anden sammen med gruppen Ulige Numre. Jógvan og Emilie Esther skulle i finalen synge en sang de selv havde skrevet. Jógvan sang "Best Kept Secret". Da stemmerne var talt, viste det sig, at Emilie Esther vandt X Factor 2015, medens Jógvan blev nummer to.
I december 2015 udgav han sin første EP. Den blev udgivet af det færøske pladeselskab Tutl og har titlen Love That You Love. EP'en indeholder fem sange, hvoraf fire er på engelsk og en på færøsk. Maria Ljósá synger duet og backing vocal. To af sangene har han skrevet sammen med sin søster Kristina. Jógvan spiller guitar og mundharmonika. Andre musikere på Love That You Love er Andrias Tykjær Restorff på cello, Mikael Blak på bass og Høgni Lisberg på trummer og andre instrumenter. Høgni Lisberg har udover at spille på forskellige instrumenter også produceret og arrangeret musikken. Jens L. Thomsen har mixet og mastring er lavet af Glenn Schick Mastering.

## Udgivelser

### EP
- 2015 - Love That You Love, Tutl

### Single
- 2014 - sangen Hope and Laughter[6][7]